# Vrydagzynea samoana
Vrydagzynea samoana är en orkidéart som beskrevs av Rudolf Schlechter. Vrydagzynea samoana ingår i släktet Vrydagzynea och familjen orkidéer. Inga underarter finns listade i Catalogue of Life.